# 8. Biathlon-Weltcup 2021/22 (Kontiolahti)
Der 8. Weltcup der Biathlon-Saison 2021/22 fand im finnischen Kontiolahti statt. Die Wettkämpfe im Kontiolahden ampumahiihtokeskus wurden vom 28. Februar bis zum 6. März 2022 ausgetragen. Es war der Ersatzaustragungsort für den Weltcup in Minsk, der vor der Saison gestrichen wurde, stattdessen wurde der saisoneröffnende Weltcup von Kontiolahti nach Östersund gegeben.

## Wettkampfprogramm
| Datum         | Männer    | Männer               | Frauen    | Frauen             |
| ------------- | --------- | -------------------- | --------- | ------------------ |
| Do., 03.03.22 |           |                      | 14:30 Uhr | Staffel (4 • 6 km) |
| Fr., 04.03.22 | 14:30 Uhr | Staffel (4 • 7,5 km) |           |                    |
| Sa., 05.03.22 | 15:30 Uhr | Sprint (10 km)       | 12:45 Uhr | Sprint (7,5 km)    |
| So., 06.03.22 | 14:40 Uhr | Verfolgung (12,5 km) | 12:45 Uhr | Verfolgung (10 km) |

## Teilnehmende Nationen und Athleten
| Nation               | Anzahl               | Athlet | Athletin |
| Europa (19 Nationen) | Europa (19 Nationen) | Europa (19 Nationen) | Europa (19 Nationen) |
| -------------------- | -------------------- | --- | --- |
| Belgien              | 1+2                  | Thierry Langer | Rieke de Maeyer, Lotte Lie |
| Bulgarien            | 3+3                  | Wladimir Iliew, Anton Sinapow, Blagoj Todew | Daniela Kadewa, Marija Sdrawkowa, Milena Todorowa                                                                                |
| Deutschland          | 6+6                  | Benedikt Doll, Johannes Kühn, Erik Lesser, Philipp Nawrath, Roman Rees, David Zobel                                                            | Denise Herrmann, Franziska Hildebrand, Janina Hettich, Vanessa Hinz, Franziska Preuß, Vanessa Voigt                              |
| Estland              | (4)+4                | Kalev Ermits, Raido Ränkel, Kristo Siimer (nur Staffel), Rene Zahkna                                                                           | Susan Külm, Regina Oja, Johanna Talihärm, Tuuli Tomingas                                                                         |
| Finnland             | 4+4                  | Olli Hiidensalo, Heikki Laitinen, Jaakko Ranta, Tero Seppälä                                                                                   | Mari Eder, Nastassja Kinnunen, Erika Jänkä, Suvi Minkkinen                                                                       |
| Frankreich           | 5+6                  | Simon Desthieux, Quentin Fillon Maillet, Antonin Guigonnat, Émilien Jacquelin, Éric Perrot                                                     | Anaïs Bescond, Paula Botet, Justine Braisaz-Bouchet, Chloé Chevalier, Anaïs Chevalier-Bouchet, Julia Simon                       |
| Italien              | 4+4                  | Didier Bionaz, Thomas Bormolini, Tommaso Giacomel, Lukas Hofer                                                                                 | Samuela Comola, Federica Sanfilippo, Lisa Vittozzi, Dorothea Wierer                                                              |
| Lettland             | (4)+(4)              | Rudis Balodis, Kirils Matjuhins (nur Staffel), Edgars Mise, Roberts Slotiņš                                                                    | Baiba Bendika, Sandra Buliņa, Sanita Buliņa (nur Staffel), Annija Sabule                                                         |
| Litauen              | 4+2                  | Linas Banys, Karol Dombrovski (nur Staffel), Tomas Kaukėnas, Vytautas Strolia                                                                  | Natalija Kočergina, Gabrielė Leščinskaitė                                                                                        |
| Moldau               | 2+2                  | Pawel Magasejew, Maxim Makarow | Aljona Iwanowa, Alina Stremous                                                                                                   |
| Norwegen             | 6+6                  | Aleksander Fjeld Andersen, Filip Fjeld Andersen, Sverre Dahlen Aspenes, Sivert Guttorm Bakken, Vetle Sjåstad Christiansen, Sturla Holm Lægreid | Tiril Eckhoff, Emilie Ågheim Kalkenberg, Karoline Offigstad Knotten, Ida Lien, Marte Olsbu Røiseland, Ingrid Landmark Tandrevold |
| Österreich           | 5+4                  | Simon Eder, Patrick Jakob, David Komatz, Felix Leitner, Harald Lemmerer                                                                        | Lisa Hauser, Anna Juppe, Julia Schwaiger, Dunja Zdouc                                                                            |
| Polen                | 4+4                  | Jan Guńka, Grzegorz Guzik, Przemysław Pancerz, Marcin Zawół                                                                                    | Monika Hojnisz-Staręga, Anna Mąka, Kinga Zbylut, Kamila Żuk                                                                      |
| Rumänien             | (4)+2                | George Buta, Raul Flore (nur Staffel), Cornel Puchianu, Dmitri Schamajew (nur Staffel)                                                         | Anastassija Tolmatschowa, Natalja Uschkina                                                                                       |
| Schweden             | 6+6                  | Oskar Brandt, Peppe Femling, Jesper Nelin, Martin Ponsiluoma, Sebastian Samuelsson, Malte Stefansson                                           | Anna Magnusson, Stina Nilsson, Elvira Öberg, Hanna Öberg, Linn Persson, Johanna Skottheim                                        |
| Schweiz              | 4+4                  | Joscha Burkhalter, Martin Jäger, Sebastian Stalder, Serafin Wiestner                                                                           | Aita Gasparin, Elisa Gasparin, Selina Gasparin, Lena Häcki                                                                       |
| Slowakei             | (4)+(4)              | Matej Baloga (nur Staffel), Šimon Bartko, Michal Šíma, Tomáš Sklenárik                                                                         | Ivona Fialková, Paulína Fialková, Mária Remeňová, Zuzana Remeňová (nur Staffel)                                                  |
| Slowenien            | 4+3                  | Klemen Bauer, Miha Dovžan, Rok Tršan, Anton Vidmar                                                                                             | Polona Klemenčič, Klara Vindišar, Nika Vindišar                                                                                  |
| Tschechien           | 4+5                  | Mikuláš Karlík, Michal Krčmář, Jakub Štvrtecký, Adam Václavík                                                                                  | Lucie Charvátová, Markéta Davidová, Jessica Jislová, Eva Puskarčíková, Eliška Teplá                                              |
| Amerika (2 Nationen) |                      | | |
| Kanada               | 4+1                  | Jules Burnotte, Christian Gow, Scott Gow, Adam Runnalls                                                                                        | Emma Lunder |
| Vereinigte Staaten   | 4+4                  | Jake Brown, Leif Nordgren, Sean Doherty, Paul Schommer                                                                                         | Susan Dunklee, Clare Egan, Deedra Irwin, Joanne Reid                                                                             |
| Asien (2 Nationen)   |                      | | |
| Japan                | (4)+4                | Tsukasa Kobonoki, Shohei Kodama (nur Staffel), Kōsuke Ozaki, Mikito Tachizaki                                                                  | Asuka Hachisuka, Sari Maeda, Fuyuko Tachizaki, Yurie Tanaka                                                                      |
| Kasachstan           | (4)+(4)              | Danil Belezki (nur Staffel), Wladislaw Kirejew, Alexander Muchin, Sergei Sirik (nur Staffel)                                                   | Ljudmila Achatowa, Jelisaweta Beltschenko, Darja Klimina (nur Staffel), Galina Wischnewskaja-Scheporenko                         |

## Ausgangslage
Im ersten Weltcup nach den Olympischen Spielen gingen weiterhin Marte Olsbu Røiseland und Quentin Fillon Maillet als Weltcupführende in die Wettkämpfe. 

Der Gesamtweltcupsieger des vorherigen Jahres Johannes Thingnes Bø hat sich aus persönlichen Gründen dazu entschlossen, die Saison zu beenden und ging daher nicht an den Start. Die Schwedin Mona Brorsson, der Schweizer Niklas Hartweg und Dominik Windisch sowie einige andere Athleten konnten wegen eines positiven Coronatests nicht teilnehmen, außerdem haben diverse weitere Athleten ihre Teilnahme abgesagt, woraus die relativ geringen Teilnehmerzahlen in den Rennen resultieren. 

Am 2. März 2022 erklärte die IBU in einer Pressemitteilung, dass alle russischen und belarussischen Athleten aufgrund der kriegerischen Auseinandersetzungen in der Ukraine auf unbestimmte Zeit von internationalen Wettbewerben der IBU ausgeschlossen sind. Somit durften unter anderen die Weltklasseathleten Alexander Loginow, Dsinara Alimbekawa, Hanna Sola und Anton Smolski an keinem Rennen der Saison mehr teilnehmen. Das ukrainische Team teilte schon vorher mit, dass dessen Athleten keine weiteren Wettkämpfe in der Saison bestreiten werden. Die Mannschaften aus China und Südkorea nahmen ebenfalls nicht teil.

## Ergebnisse
| 8. Weltcup in Kontiolahti, 28. Februar bis 6. März 2022 | 8. Weltcup in Kontiolahti, 28. Februar bis 6. März 2022 | 8. Weltcup in Kontiolahti, 28. Februar bis 6. März 2022                                           | 8. Weltcup in Kontiolahti, 28. Februar bis 6. März 2022                   | 8. Weltcup in Kontiolahti, 28. Februar bis 6. März 2022                              |
| ------------------------------------------------------- | ------------------------------------------------------- | ------------------------------------------------------------------------------------------------- | ------------------------------------------------------------------------- | ------------------------------------------------------------------------------------ |
| Datum                                                   | Disziplin                                               | Erster Platz                                                                                      | Zweiter Platz                                                             | Dritter Platz                                                                        |
| 3. März 2022 (Do.)                                      | Staffel (4 • 6 km)                                      | NorwegenMarte Olsbu Røiseland Tiril Eckhoff Ida Lien Ingrid Landmark Tandrevold                   | SchwedenLinn Persson Anna Magnusson Hanna Öberg Elvira Öberg              | ItalienSamuela Comola Dorothea Wierer Federica Sanfilippo Lisa Vittozzi              |
| 4. März 2022 (Fr.)                                      | Staffel (4 • 7,5 km)                                    | NorwegenSivert Guttorm Bakken Filip Fjeld Andersen Sturla Holm Lægreid Vetle Sjåstad Christiansen | SchwedenPeppe Femling Jesper Nelin Martin Ponsiluoma Sebastian Samuelsson | FrankreichAntonin Guigonnat Émilien Jacquelin Simon Desthieux Quentin Fillon Maillet |
| 5. März 2022 (Sa.)                                      | Sprint (7,5 km)                                         | Denise Herrmann                                                                                   | Tiril Eckhoff                                                             | Stina Nilsson                                                                        |
| 5. März 2022 (Sa.)                                      | Sprint (10 km)                                          | Quentin Fillon Maillet                                                                            | Filip Fjeld Andersen                                                      | Johannes Kühn                                                                        |
| 6. März 2022 (So.)                                      | Verfolgung (10 km)                                      | Tiril Eckhoff                                                                                     | Dorothea Wierer                                                           | Denise Herrmann                                                                      |
| 6. März 2022 (So.)                                      | Verfolgung (12,5 km)                                    | Quentin Fillon Maillet                                                                            | Erik Lesser                                                               | Lukas Hofer                                                                          |

## Verlauf

### Staffel

#### Frauen
Start: Donnerstag, 3. März 2022, 14:30 Uhr
| Platz | Land               | Sportler                                                                | Zeit      | Strafrunden + Nachlader         |
| ----- | ------------------ | ----------------------------------------------------------------------- | --------- | ------------------------------- |
| 1     | Norwegen           | Marte Olsbu Røiseland Tiril Eckhoff Ida Lien Ingrid Landmark Tandrevold | 1:09:48,1 | 0+1 0+1 0+0 0+1 0+0 0+0         |
| 2     | Schweden           | Linn Persson Anna Magnusson Hanna Öberg Elvira Öberg                    | +37,7     | 0+2 0+0 0+0 0+0 0+3 0+0 0+2 0+1 |
| 3     | Italien            | Samuela Comola Dorothea Wierer Federica Sanfilippo Lisa Vittozzi        | +1:00,2   | 0+0 0+2 0+0 0+1 0+0 0+2 0+1 0+1 |
| 4     | Deutschland        | Vanessa Voigt Vanessa Hinz Franziska Preuß Denise Herrmann              | +1:57,1   | 0+0 0+3 0+0 2+3 0+0 0+2 0+0 0+1 |
| 5     | Schweiz            | Elisa Gasparin Lena Häcki Aita Gasparin Selina Gasparin                 | +2:37,1   | 0+0 0+3 0+2 0+2 0+0 0+2 0+0 1+3 |
| 6     | Österreich         | Dunja Zdouc Lisa Hauser Anna Juppe Julia Schwaiger                      | +2:55,8   | 0+0 0+1 0+0 1+3 0+3 0+0 0+1 1+3 |
| 7     | Vereinigte Staaten | Susan Dunklee Joanne Reid Clare Egan Deedra Irwin                       | +3:03,2   | 0+0 0+2 0+1 0+1 0+1 0+3         |
| 8     | Tschechien         | Eva Puskarčíková Markéta Davidová Jessica Jislová Lucie Charvátová      | +3:26,6   | 0+3 0+2 0+1 0+1 0+0 0+1 1+3 1+3 |
| 9     | Estland            | Regina Oja Tuuli Tomingas Susan Külm Johanna Talihärm                   | +3:38,9   | 0+0 0+3 0+0 0+2 0+1 0+0 0+0 1+3 |
| 10    | Polen              | Monika Hojnisz-Staręga Kamila Żuk Kinga Zbylut Anna Mąka                | +4:54,4   | 0+1 0+2 0+1 0+1 0+3 0+0 0+0 1+3 |

Gemeldet und am Start: 17 Staffeln 
 Überrundet:  Lettland 
 Disqualifiziert:  Frankreich
Im mit nur 17 Staffeln besetzten Feld gewann Norwegen vor Schweden und Italien, die erstmals in der Saison das Podest erreichten. Der vor Rennbeginn sicher geglaubte Staffelweltcup wurde am Ende nicht von Frankreich gewonnen, da Justine Braisaz-Bouchet während des Schießens unerlaubterweise vom zweiten Magazin Gebrauch machte und die Staffel damit disqualifiziert wurde.

#### Männer
Start: Freitag, 4. März 2022, 14:30 Uhr
| Platz | Land               | Sportler                                                                                  | Zeit      | Strafrunden + Nachlader         |
| ----- | ------------------ | ----------------------------------------------------------------------------------------- | --------- | ------------------------------- |
| 1     | Norwegen           | Sivert Guttorm Bakken Filip Fjeld Andersen Sturla Holm Lægreid Vetle Sjåstad Christiansen | 1:12:06,1 | 0+0 0+3 0+0 0+2 0+1 0+1 0+0 0+0 |
| 2     | Schweden           | Peppe Femling Jesper Nelin Martin Ponsiluoma Sebastian Samuelsson                         | +10,6     | 0+1 0+2 0+2 0+2 0+1 0+0 0+0 0+2 |
| 3     | Frankreich         | Antonin Guigonnat Émilien Jacquelin Simon Desthieux Quentin Fillon Maillet                | +12,4     | 0+0 0+3 0+0 0+1 0+2 0+0 0+0 0+1 |
| 4     | Deutschland        | Erik Lesser Roman Rees Benedikt Doll Philipp Nawrath                                      | +13,4     | 0+0 0+0 0+2 0+1 0+1 0+0 0+1 0+3 |
| 5     | Österreich         | David Komatz Simon Eder Felix Leitner Harald Lemmerer                                     | +1:44,7   | 0+0 0+1 0+0 0+1 0+1 0+0 0+1 0+1 |
| 6     | Schweiz            | Sebastian Stalder Martin Jäger Serafin Wiestner Joscha Burkhalter                         | +1:56,8   | 0+1 0+1 0+2 0+0 0+2 0+3 0+1 0+0 |
| 7     | Italien            | Thomas Bormolini Lukas Hofer Didier Bionaz Tommaso Giacomel                               | +2:20,8   | 0+0 1+3 0+0 0+1 0+1 0+2 0+0 1+3 |
| 8     | Kanada             | Adam Runnalls Christian Gow Jules Burnotte Scott Gow                                      | +2:43,3   | 0+0 0+2 0+2 0+1 0+0 0+1         |
| 9     | Finnland           | Tuomas Harjula Tero Seppälä Olli Hiidensalo Jaako Ranta                                   | +2:58,5   | 0+2 0+3 0+0 0+0 0+3 0+3 0+1 0+1 |
| 10    | Vereinigte Staaten | Paul Schommer Sean Doherty Leif Nordgren Jake Brown                                       | +3:19,5   | 0+2 0+1 0+1 0+0 0+2 0+0 0+1 0+1 |

Gemeldet und am Start: 20 Staffeln 
 Überrundet: 2
Trotz Fehlens von Johannes und Tarjei Bø gewannen die Norweger ein weiteres Mal die Staffel, Schweden und Frankreich sicherten sich im Zielsprint gegen Deutschland die weiteren Podestplätze. Österreich, die Schweiz, Finnland und die USA erzielten alle ihr bestes Saisonresultat bei der letzten Staffel.

### Sprint

#### Frauen
Start: Samstag, 5. März 2022, 12:45 Uhr
| Platz | Sportler                | Zeit    | Schießfehler |
| ----- | ----------------------- | ------- | ------------ |
| 1     | Denise Herrmann         | 20:08,6 | 0+1          |
| 2     | Tiril Eckhoff           | +5,0    | 0+1          |
| 3     | Stina Nilsson           | +5,2    | 0+1          |
| 4     | Hanna Öberg             | +6,8    | 1+0          |
| 5     | Anaïs Chevalier-Bouchet | +15,5   | 1+0          |
| 6     | Vanessa Voigt           | +16,7   | 0+0          |
| 7     | Elvira Öberg            | +18,5   | 1+1          |
| 8     | Marte Olsbu Røiseland   | +28,1   | 1+1          |
| 9     | Mari Eder               | +29,1   | 0+1          |
| 10    | Linn Persson            | +32,0   | 0+1          |
| 0     |                         |         |              |
| 12    | Vanessa Hinz            | +33,7   | 0+0          |
| 17    | Dorothea Wierer         | +52,4   | 2+0          |
| 19    | Dunja Zdouc             | +1:01,9 | 0+0          |
| 22    | Aita Gasparin           | +1:09,5 | 1+0          |
| 26    | Lisa Hauser             | +1:14,7 | 2+1          |
| 28    | Franziska Hildebrand    | +1:15,1 | 0+1          |
| 32    | Franziska Preuß         | +1:24,5 | 1+2          |
| 34    | Julia Schwaiger         | +1:34,0 | 0+2          |
| 37    | Lena Häcki              | +1:38,5 | 2+1          |
| 40    | Janina Hettich          | +1:51,1 | 1+1          |
| 45    | Samuela Comola          | +2:06,3 | 1+1          |
| 47    | Selina Gasparin         | +2:12,2 | 1+2          |
| 54    | Lotte Lie               | +2:30,0 | 2+1          |
| 58    | Federica Sanfilippo     | +2:38,6 | 1+3          |
| 62    | Anna Juppe              | +2:49,3 | 0+3          |
| 67    | Elisa Gasparin          | +2:59,8 | 2+2          |
| 78    | Rieke de Maeyer         | +3:32,2 | 0+0          |
| DNS   | Lisa Vittozzi           |         |              |

Gemeldet: 85 
 Nicht am Start:  Lisa Vittozzi 
 Disqualifiziert:  Nastassja Kinnunen
Denise Herrmann feierte den vierten Sprintsieg ihrer Karriere, Tiril Eckhoff erreichte erstmals in der Saison ein Podest. Stina Nilsson gelang überhaupt ihr erster Podestplatz. Vanessa Voigt erreichte ebenfalls ihre beste Weltcupplatzierung überhaupt. Erstmals in der Saison wurde Lisa Hauser nicht beste Österreicherin, Dunja Zdouc lief mit Rang 19 zu ihrer Saisonbestleistung.

#### Männer
Start: Samstag, 13. Januar 2022, 15:30 Uhr
| Platz | Sportler               | Zeit    | Schießfehler |
| ----- | ---------------------- | ------- | ------------ |
| 1     | Quentin Fillon Maillet | 23:21,0 | 0+0          |
| 2     | Filip Fjeld Andersen   | +18,3   | 0+0          |
| 3     | Johannes Kühn          | +29,7   | 1+0          |
| 4     | Sivert Guttorm Bakken  | +31,2   | 0+1          |
| 5     | Sebastian Samuelsson   | +32,4   | 0+2          |
| 6     | Émilien Jacquelin      | +34,3   | 2+0          |
| 7     | Philipp Nawrath        | +34,8   | 1+0          |
| 8     | Lukas Hofer            | +42,5   | 0+1          |
| 9     | Peppe Femling          | +43,5   | 0+0          |
| 10    | Simon Eder             | +44,7   | 0+0          |
| 0     |                        |         |              |
| 12    | Erik Lesser            | +49,6   | 0+1          |
| 13    | Thomas Bormolini       | +51,7   | 0+1          |
| 14    | Felix Leitner          | +52,6   | 0+0          |
| 15    | Sebastian Stalder      | +53,9   | 0+0          |
| 20    | Roman Rees             | +1:02,8 | 1+0          |
| 25    | Benedikt Doll          | +1:18,3 | 1+2          |
| 28    | Martin Jäger           | +1:20,6 | 1+1          |
| 29    | David Komatz           | +1:20,9 | 0+1          |
| 32    | David Zobel            | +1:25,3 | 1+1          |
| 42    | Tommaso Giacomel       | +1:51,0 | 1+2          |
| 45    | Thierry Langer         | +1:58,0 | 2+1          |
| 46    | Joscha Burkhalter      | +1:58,1 | 1+1          |
| 48    | Harald Lemmerer        | +2:02,8 | 1+1          |
| 53    | Didier Bionaz          | +2:10,2 | 1+1          |
| 61    | Patrick Jakob          | +2:35,4 | 1+1          |
| 62    | Serafin Wiestner       | +2:36,3 | 0+3          |

Gemeldet: 85 
 Nicht am Start: 4
Ein weiteres Mal gewann Quentin Fillon Maillet ein Weltcuprennen, mit Filip Fjeld Andersen und Johannes Kühn standen allerdings auch zwei weniger erwartete Namen auf dem Podest. Für Sivert Guttorm Bakken, Peppe Femling, Thomas Bormolini und Sebastian Stalder gab es die besten Karriereresultate.

### Verfolgung

#### Frauen
Start: Sonntag, 6. März 2022, 12:45 Uhr
| Platz | Sportler                   | Zeit    | Schießfehler |
| ----- | -------------------------- | ------- | ------------ |
| 1     | Tiril Eckhoff              | 31:40,8 | 0+0+0+2      |
| 2     | Dorothea Wierer            | +15,9   | 0+0+0+0      |
| 3     | Denise Herrmann            | +19,5   | 1+0+1+1      |
| 4     | Marte Olsbu Røiseland      | +35,8   | 1+1+1+0      |
| 5     | Karoline Offigstad Knotten | +43,5   | 0+1+0+0      |
| 6     | Anaïs Chevalier-Bouchet    | +54,3   | 1+0+0+2      |
| 7     | Jessica Jislová            | +56,0   | 0+0+0+0      |
| 8     | Franziska Preuß            | +1:00,3 | 0+0+0+0      |
| 9     | Elvira Öberg               | +1:10,7 | 1+2+1+0      |
| 10    | Dunja Zdouc                | +1:18,0 | 1+0+0+0      |
| 11    | Vanessa Voigt              | +1:26,6 | 0+0+0+2      |
| 0     |                            |         |              |
| 16    | Lena Häcki                 | +1:43,4 | 0+0+0+2      |
| 17    | Franziska Hildebrand       | +1:48,3 | 0+0+0+1      |
| 19    | Vanessa Hinz               | +1:57,6 | 1+0+1+1      |
| 22    | Aita Gasparin              | +2:12,6 | 0+0+0+1      |
| 23    | Lisa Hauser                | +2:13,0 | 1+1+1+1      |
| 27    | Janina Hettich             | +2:24,6 | 0+0+0+0      |
| 39    | Julia Schwaiger            | +3:37,7 | 0+0+3+1      |
| 41    | Federica Sanfilippo        | +3:43,6 | 0+1+0+1      |
| 47    | Lotte Lie                  | +4:24,4 | 0+0+2+0      |
| 50    | Selina Gasparin            | +5:06,1 | 1+3+1+0      |
| 57    | Samuela Comola             | +6:43,2 | 1+2+2+2      |

Gemeldet: 60 
 Nicht am Start:  Ivona Fialková 
 Überrundet:  Eva Puskarčíková
Tiril Eckhoff gelang ihr erster Saisonsieg, während sich Dorothea Wierer von Platz 17 auf 2 schieben konnte. Die Sprintsiegerin Denise Herrmann belegte erneut einen Podestplatz. Karoline Offigstad Knotten und Jessica Jislová erzielten jeweils ihr zweitbestes Karriereergebnis, während Dunja Zdouc ihr bestes Resultat egalisierte.

#### Männer
Start: Sonntag, 6. März 2022, 14:40 Uhr
| Platz | Sportler                   | Zeit    | Schießfehler |
| ----- | -------------------------- | ------- | ------------ |
| 1     | Quentin Fillon Maillet     | 32:55,0 | 0+0+0+1      |
| 2     | Erik Lesser                | +8,2    | 0+0+0+0      |
| 3     | Lukas Hofer                | +8,8    | 0+1+0+0      |
| 4     | Émilien Jacquelin          | +22,6   | 0+0+1+1      |
| 5     | Vetle Sjåstad Christiansen | +31,9   | 0+0+0+0      |
| 6     | Sturla Holm Lægreid        | +51,1   | 0+1+0+1      |
| 7     | Sivert Guttorm Bakken      | +1:02,9 | 2+0+1+0      |
| 8     | Filip Fjeld Andersen       | +1:03,9 | 0+1+1+1      |
| 9     | Roman Rees                 | +1:11,1 | 0+0+1+0      |
| 10    | Simon Desthieux            | +1:16,4 | 0+1+0+1      |
| 11    | Benedikt Doll              | +1:16,4 | 1+0+0+1      |
| 12    | Philipp Nawrath            | +1:17,1 | 1+2+1+0      |
| 13    | Johannes Kühn              | +1:22,4 | 0+1+1+2      |
| 0     |                            |         |              |
| 16    | Simon Eder                 | +1:33,4 | 1+0+0+2      |
| 17    | Felix Leitner              | +1:33,9 | 0+0+2+1      |
| 18    | Sebastian Stalder          | +1:44,7 | 0+0+0+1      |
| 23    | Thomas Bormolini           | +1:55,6 | 1+0+1+1      |
| 25    | Joscha Burkhalter          | +2:15,3 | 0+0+0+0      |
| 26    | David Komatz               | +2:22,3 | 1+0+1+0      |
| 31    | David Zobel                | +2:47,8 | 1+1+1+1      |
| 34    | Didier Bionaz              | +2:56,8 | 1+0+0+1      |
| 42    | Tommaso Giacomel           | +3:42,1 | 0+1+1+1      |
| 44    | Martin Jäger               | +3:51,0 | 1+2+2+1      |
| 46    | Thierry Langer             | +4:12,0 | 1+2+2+0      |
| 54    | Harald Lemmerer            | +4:48,6 | 0+0+1+2      |

Gemeldet und am Start: 60 
 Disqualifiziert:  Heikki Laitinen
Quentin Fillon Maillet sicherte sich recht ungefährdet seinen nächsten Sieg. Dahinter wurde es sehr spannend, Erik Lesser und Lukas Hofer setzten sich am letzten Anstieg von Jacquelin und Christiansen ab und duellierten sich im Schlusssprint um die weiteren Podestplätze, für beide war es das erste Podest der Saison. Die meisten Plätze gut machte Joscha Burkhalter, der ohne Fehlschuss von 46 auf 25 lief.

## Auswirkungen

### Auf den Gesamtweltcup
| Rang | Name                       | Punkte | Siege | Verän- derung |
| ---- | -------------------------- | ------ | ----- | ------------- |
| 1    | Quentin Fillon Maillet     | 756    | 7     |               |
| 2    | Émilien Jacquelin          | 582    | 1     |               |
| 3    | Sebastian Samuelsson       | 541    | 2     |               |
| 4    | Vetle Sjåstad Christiansen | 491    | 1     |               |
| 5    | Sturla Holm Lægreid        | 489    | 1     |               |
| 6    | Tarjei Bø                  | 486    | 0     |               |
| 7    | Simon Desthieux            | 464    | 0     |               |
| 8    | Johannes Thingnes Bø       | 440    | 1     |               |
| 9    | Alexander Loginow          | 413    | 1     |               |
| 10   | Benedikt Doll              | 407    | 1     |               |

| Rang | Name                    | Punkte | Siege | Verän- derung |
| ---- | ----------------------- | ------ | ----- | ------------- |
| 1    | Marte Olsbu Røiseland   | 728    | 6     |               |
| 2    | Elvira Öberg            | 631    | 3     |               |
| 3    | Dsinara Alimbekawa      | 589    | 0     |               |
| 4    | Hanna Öberg             | 548    | 1     |               |
| 5    | Lisa Hauser             | 520    | 1     |               |
| 6    | Dorothea Wierer         | 508    | 1     |               |
| 7    | Anaïs Chevalier-Bouchet | 485    | 0     |               |
| 8    | Justine Braisaz-Bouchet | 462    | 1     |               |
| 9    | Anaïs Bescond           | 447    | 0     |               |
| 10   | Julia Simon             | 441    | 0     |               |

### Auf den Staffelweltcup
Nach den letzten Männer- und Frauenstaffeln der Saison wurde der Staffelweltcup bei den Männern erwartungsgemäß von den Norwegern gewonnen, die vier der fünf Weltcupstaffeln für sich entscheiden konnten. Frankreich, Deutschland, Russland und Schweden komplettierten die Top 5, die Russen konnten durch ihren Ausschluss Rang zwei nicht verteidigen. Die übrigen deutschsprachigen Nationen (Italien, die Schweiz, Österreich und Belgien) klassierten sich auf den Rängen 6, 7, 11 und 26.
Bei den Frauen verlief die Entscheidung spannender, durch die Disqualifikation Frankreichs beim letzten Rennen ging der Sieg in der Staffelwertung am Ende an die Schweden, die acht Punkte Vorsprung auf Norwegen hatten. Deutschland und Italien komplettierten hier die besten Fünf. Die Schweiz und Österreich landeten auf den Plätzen 8 und 12.

## Debütanten
Folgende Athleten nahmen zum ersten Mal an einem Biathlon-Weltcup teil. Dabei kann es sich sowohl um Individualrennen, als auch um Staffelrennen handeln.
| Männer | Frauen         |
| ------ | -------------- |
|        | Klara Vindišar |